# Oltre la porta
Oltre la porta (bra: Atrás Daquela Porta) é um filme italiano de 1982, do gênero drama, dirigido por Liliana Cavani.
O filme teve locações no Marrocos.

## Sinopse
Moça italiana deixa angustiado seu namorado norte-americano com suas constantes visitas a um presidiário.

## Elenco
- Marcello Mastroianni .... Enrico Sommi
- Eleonora Giorgi .... Nina
- Tom Berenger .... Matthew Jackson
- Michel Piccoli .... Mr. Mutti